# Roderic Hill
Roderic Maxwell Hill (ur. 1 marca 1894 w Hampstead, zm. 6 października 1954), KCB, MC, AFC & Bar – brytyjski marszałek lotnictwa (Air Chief Marshal) Royal Air Force, rektor Imperial College London.

## Dzieciństwo i młodość
Roderic ukończył University College London. Zamierzał zostać architektem, jednak jego zainteresowania były związane z lotnictwem. W 1913 wraz z bratem zbudowali szybowiec własnej konstrukcji. Akademickie wykształcenie i praktyczne doświadczenie lotnicze okazało się przydatne w jego przyszłej karierze.

## Kariera wojskowa
Gdy wybuchła I wojna światowa Hill zgłosił się w 1914 do British Army, służąc jako oficer w 7 Pułku Piechoty.
W 1916 został przeniesiony do Royal Flying Corps i wziął udział w eksperymentalnych pracach prowadzonych przez firmę Royal Aircraft Establishment nad nowymi konstrukcjami samolotów wojskowych. Prace prowadzono na lotnisku w mieście Farnborough w Anglii. W 1924 Hill objął dowództwo nad 45 Eskadrą Royal Air Force stacjonującą w Egipcie. Jednostka dysponowała dwupłatowymi samolotami transportowymi Vickers Vernon, wykonując usługi transportu wojska, wsparcia sił naziemnych i transportu poczty na całym Bliskim Wschodzie. Szczególne działania prowadzono w rejonie Mezopotamii i Mandatu Palestyny.
W 1927 został oddelegowany do wyższej szkoły oficerów sztabowych RAF Staff College w Andover. W 1930 objął dowództwo nad eskadrą treningową Oxford University Air Squadron. W 1932 został Zastępcą Dyrektora Napraw i Konserwacji w Ministerstwie Lotnictwa. W 1936 objął dowództwo nad brytyjskimi siłami powietrznymi w Mandacie Palestyny i Emiracie Transjordanii. Dowodził działaniami lotniczymi podczas arabskiego powstania w Palestynie (1936–1939).
Podczas II wojny światowej był Dyrektorem Generalnym Badań i Rozwoju w Ministerstwie Lotnictwa. W 1942 został Szefem Sztabu Generalnego RAF. W dniu 1 czerwca 1943 objął dowództwo nad 12 Grupą RAF (do 22 listopada 1943). Następnie objął dowództwo nad RAF Fighter Command (do 14 maja 1945). W okresie tym latał samolotem myśliwskim Hawker Tempest. Po wojnie pełnił różne funkcje szkoleniowe i wsparcia służb technicznych. W 1948 odszedł na emeryturę.

## Późniejsze lata
W późniejszych latach pełnił obowiązki rektora Imperial College London. W 1953 został także wybrany rektorem University of London, jednak w czerwcu 1954 zrezygnował z powodu złego stanu zdrowia. Zmarł 6 października 1954.

## Awanse

### British Army
- podporucznik (Second Lieutenant) – 12.1914
- porucznik (Lieutenant)
- kapitan (Captain) – 11.12.1916
- major (Major) – 1.04.1917

### Royal Air Force
- kapitan (Flight Lieutenant) – 1.04.1918
- major (Squadron Leader) – 1.08.1919
- podpułkownik (Wing Commander) – 1.07.1925
- pułkownik (Group Captain) – 1.07.1932
- generał brygady (Air Commodore) – 1.07.1936
- generał dywizji (Air Vice-Marshal)
- generał (Air Marshal) – 1.04.1939
- marszałek lotnictwa (Air Chief Marshal) – 16.08.1944

## Odznaczenia
| - Krzyż Wojskowy - Krzyż Sił Powietrznych (1918, 1922) - Wyróżnienie w Sprawozdaniu (1916, 1938, 1938, 1939) - Krzyż Komandorski Orderu Łaźni (1941) - Krzyż Komandorski z Gwiazdą Orderu Łaźni (1944) | - Krzyż Komandorski Legii Zasługi (Stany Zjednoczone, 1945) - Krzyż Wielki Orderu Lwa Białego (Czechosłowacja, 1946) - Krzyż Komandorski Orderu Leopolda (Belgia, 1948) - Krzyż Wojenny z palmą (Francja, 1948) |